# Aser Mateus Almeida Ramos
Aser Mateus Almeida Ramos est un athlète paralympique brésilien qui concours en compétition para-athlétisme aux épreuves du saut en longueur et en 100 m hommes de la catégorie handicap T36. Il remporte la médaille d'argent lors des Jeux paralympiques d'été de 2024 de Paris en terminant à la deuxième place au saut en longueur.

## Biographie
Aser Mateus Almeida Ramos est atteint de paralysie cérébrale causée par un ictère néonatal débute en handisport en 2005, réalise de bonnes performances en 2013 à Porto Alegre puis fait ses débuts en compétition à São Paulo au Brésil en 2018. Ensuite, il participe aux Jeux paralympiques d'été de 2020 de Tokyo où il termine à la 6e place au 100 m  et à la 4e place en saut en longueur T36.
Aux championnats du monde d'athlétisme handisport 2023 à Paris, il termine à la 7e position en saut en longueur. Il fait mieux aux Jeux parapanaméricains de 2024 (en) de Santiago au Chili. Il y prend les médailles d'or en saut en longueur et d'argent au 100 m T36. Il participe ensuite aux championnats du monde d'athlétisme handisport 2024 de Kobe mais sans monter sur un podium.
Lors des Jeux paralympiques d'été de 2024 de Paris, il obtient la médaille d'argent en saut en longueur T36 avec un saut de 5m76 et terminant donc seconda derrière le vainqueur Evgenii Torsunov et devant le médaillé de bronze, l'ukrainien Oleksandr Lytvynenko.